# 天和核心舱
天和核心舱是中国天宫空间站的核心舱，是该空间站首个被发射入轨的舱段。于北京时间2021年4月29日中午11时23分发射升空。天和核心舱是天宫空间站的管理和控制中心，也是航天员的主要活动场所。天和核心舱與问天实验舱对接完成，并于次年与梦天实验舱对接，组建成总重约60吨的天宫空间站的基本构型。

## 命名
2011年4月，为满足技术管理和对外宣传的需要，中国载人航天工程办公室开展了中国空间站征名活动，对社会公开征集空间站及其各个组成舱段的名称。
2011年8月，载人航天工程办公室公布了初选结果，其中核心舱的前30个提名名称为："翱翔、奋斗、耕耘、功勋、华夏、华心、辉煌、开拓者、凌霄、龙芯、旗舰、瑞龙、盛世、使命、首望、司空、太和、天枢、天厅、天行者、天域、团结、未来、问天、霞飞、祥龙、炎黄、玉清宫、珠峰、卓越"。
根据神舟飞船总设计师、评委会成员之一的戚发轫透露，评审组从30个候选名称中进一步筛选出了十个名字："天枢、问天、翱翔、使命、华夏、团结、首望、太和、华心、开拓者"。戚发轫本人倾向于“天枢”和“太和”，但后来工程一线科技人员中有人提出将这二者合二为一，称之为“天和”，既有“天地人和”之意，喻指中国空间站与宇宙和谐相处，并可较好地体现核心舱聚拢、团结其它各舱段的含义。
2013年10月底，中国载人航天办公室正式公布了命名结果，核心舱被最终命名为“天和”。

## 制造与发射
2018年11月，天和核心舱完整模型在珠海中国国际航空航天博览会上展出。
2019年9月，天和核心舱完成初样研制，转入正样研制阶段。在初样阶段和正样阶段，天和核心舱分别进行了力学试验、热试验、三舱联试试验和舱段转位专项试验等大型试验。
2021年1月，空间站天和核心舱、天舟二号货运飞船、空间应用系统核心舱任务产品分别顺利通过载人航天工程主管部门组织的出厂评审。
2月22日，执行天和核心舱发射任务的长征五号B遥二运载火箭运抵文昌航天发射场，与与先期已运抵的天和核心舱一起按计划开展发射场区总装和测试工作。
4月23日，天和核心舱与长征五号B遥二运载火箭的组合体被顺利转运至发射区。
2021年4月29日11时23分，搭载空间站天和核心舱的长征五号B遥二运载火箭在文昌航天发射场点火升空。11时31分，天和核心舱与火箭成功分离，进入预定轨道。12时36分，太阳能帆板两翼顺利展开且工作正常，发射任务取得成功。随后，中共中央总书记、国家主席、中央军委主席习近平代表党中央、国务院和中央军委致电祝贺任务成功。

## 关键技术验证
2021年5月18日左右，天和核心舱先后完成交会对接、航天员驻留、机械臂等平台功能测试，以及空间应用项目设备在轨性能检查，並进入交会对接轨道。
5月29日20时55分，天舟二号货运飞船成功发射并与天和核心舱完成自主快速交会对接。

## 有人運行期
2021年6月17日9时22分，长征二号F遥十二运载火箭在酒泉卫星发射中心成功发射神舟十二号载人飞船，后者于约6.5小时后与天和核心舱完成自主快速交会对接。航天员聂海胜、刘伯明、汤洪波先后进入天和核心舱，中国人首次进入自己的空间站。
6月23日上午，中共中央总书记习近平与天和核心舱上的航天员进行天地通话。
7月4日8时11分至14点57分之间，神舟十二号乘组中的刘伯明、汤洪波完成了中国空间站建造阶段航天员的首次出舱活动，总时长6小时46分钟，大幅刷新了2008年神舟七号约20分钟的出舱活动记录。
9月16日，神舟十二号乘组撤离空间站天和核心舱进入载人飞船。飞船于当日8时56分与核心舱分离，随后与空间站组合体完成绕飞及径向交会试验，成功验证了径向交会技术。9月17日13时34分，神舟十二号载人飞船返回舱安全降落在东风着陆场预定区域，天和核心舱的首次载人飞行与驻留任务取得圆满成功。

## 功能与配置

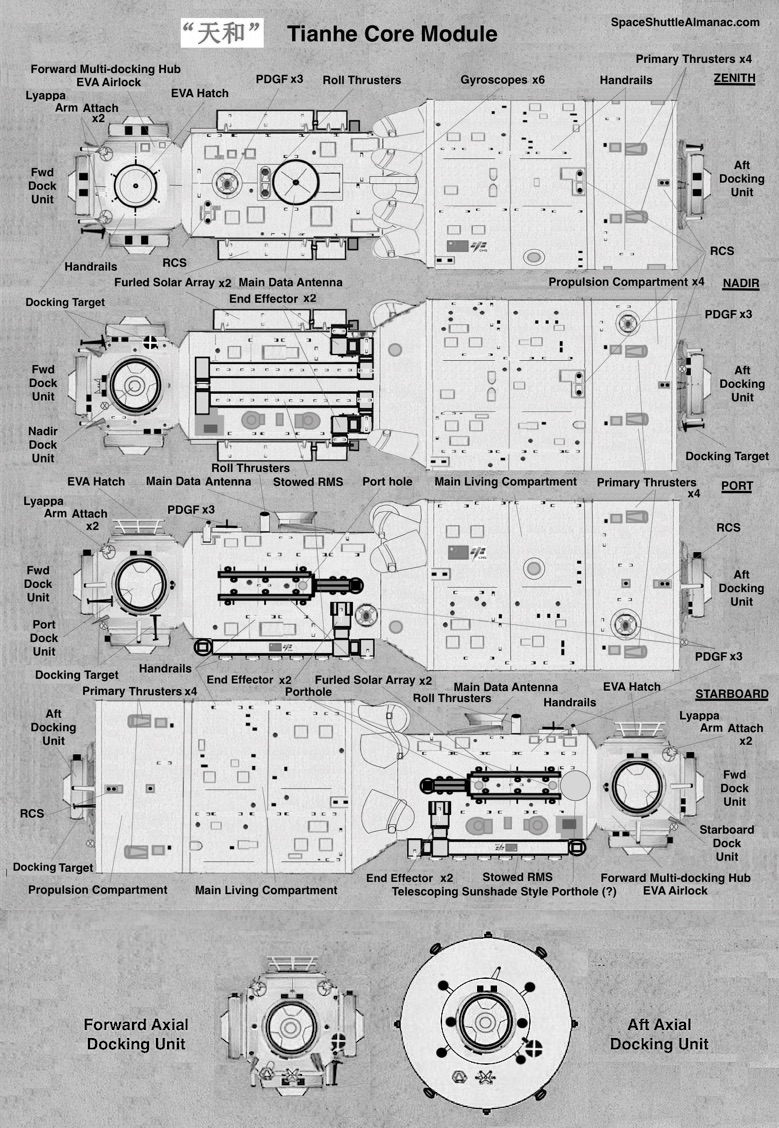
天和核心舱结构概念图

### 柱段組成
天和核心舱全长16.6米，重约22.5吨，体积比国际空间站的任何一个舱位都大。核心舱由节点舱、小柱段、大柱段、后端通道及资源舱组成，大柱段直径4.2米，小柱段约2.8米。
节点舱是核心舱的主要对接模块，有2个对接口、2个停泊口和1个出舱口，兼作气闸舱；小柱段内侧是居住区，有3个卧室和1个卫生间，外侧是太阳能帆板、中继天线、机械臂、控制力矩陀螺等大尺寸舱外设备；大柱段是工作区，装有4个机柜；后端通道负责连接后端的货运飞船对接口；资源舱为环形柱段，位于大柱段外侧，主要安装有各种生命维持系统。

### 节点舱
节点舱可使核心舱与其他四个方向访问空间站的飞船对接，包括两个实验舱（问天舱和梦天舱）、一艘货运飞船（目前为天舟飞船）和一艘载人飞船（目前为神舟飞船）。舱的轴向（面向前方）和天底（面向地球）的对接口将配备交會對接设备。两个实验舱模块都安装有一个类似于俄罗斯和平号空间站上使用过的转位机械臂。节点舱上的轴向对接口将是空间站模块的主要对接口。当新的模块到达时，它们将首先对接在轴向对接口，然后由转位机械臂连接并将模块水平旋转到两侧的径向端口永久停泊。而载人飞船和货运飞船可以对接在核心舱的前、后轴向对接口或者天底对接口。
节点舱天頂（面向太空）端口已被设置为空间站的出舱口，当进行舱外活动时，节点舱也兼顾气闸舱的功能。在核心舱单独运行期间，节点舱是唯一的气闸舱，所有舱外活动均由此处出舱。在问天实验舱到达后，出舱活动改为经由问天舱的气闸舱进行，因为后者的空间更大，也更适于舱外活动，而节点舱仅作为备份气闸舱。

### 生命維持系統
核心舱是空间站的管理和控制中心，负责空间站组合体的统一管理和控制，为空间站提供指导、导航和方向控制，还为空间站提供动力、推进和生命支持系统。

### 居住性
生活方面，核心舱密封舱内部具有3倍于天宫二号空间实验室的航天员活动空间，配备3个独立的卧室和1个卫生间，保证航天员日常生活起居。就餐区域配备食品加热、冷藏、饮水设备和可收放餐桌，方便航天员就餐。工作方面，舱内安装3个科学实验机柜和1个应用任务公用支持机柜。
电力由两个可操控的柔性太阳能发电阵列提供，它们利用光伏电池将阳光转化为电能，可产生共18千瓦的电量。当空间站进入地球的阴影部分时，它们就会被储存起来为空间站提供能量。太阳翼单翼长12.6米，面积67平方米，双翼面积134平方米。

### 推進器
补给船将为舱体的推进引擎补充燃料以备空间站使用，以抵消大气阻力的影响。核心舱亦配备了4台HET-80霍尔效应推进器，每台推进器的推力为80毫牛；将同时启动其中两台推进器，以进行轨道保位。2021年9月23日到24日，天和核心舱的霍尔电推进子系统的四台推力器完成首次在轨点火测试，电压、电流、流程各遥测参数均正常，这是电推进系统首次工程应用于载人航天器。

### 机械臂
天和核心舱所配置的空间站主机械臂被称为“天和机械臂”，是目前中国同类航天产品中复杂度最高、规模最大、控制精度最高的空间智能机械系统。其大致结构类似于加拿大臂（Canadarm），展开长度为10.2米，最多能承载25吨的重量。机械臂的肩部设置了3个关节、肘部设置了1个关节、腕部设置了3个关节，每个关节对应1个自由度，具有七自由度的活动能力，可承担包括支持航天员出舱活动、舱段转位、舱外货物搬运、舱外状态检查以及舱外大型设备维护等任务。机械臂还具备“爬行”功能，通过末端执行器与目标适配器对接与分离，同时配合各关节的联合运动，从而实现在舱体上的爬行转移。
- 视频资料

### 装配与测试

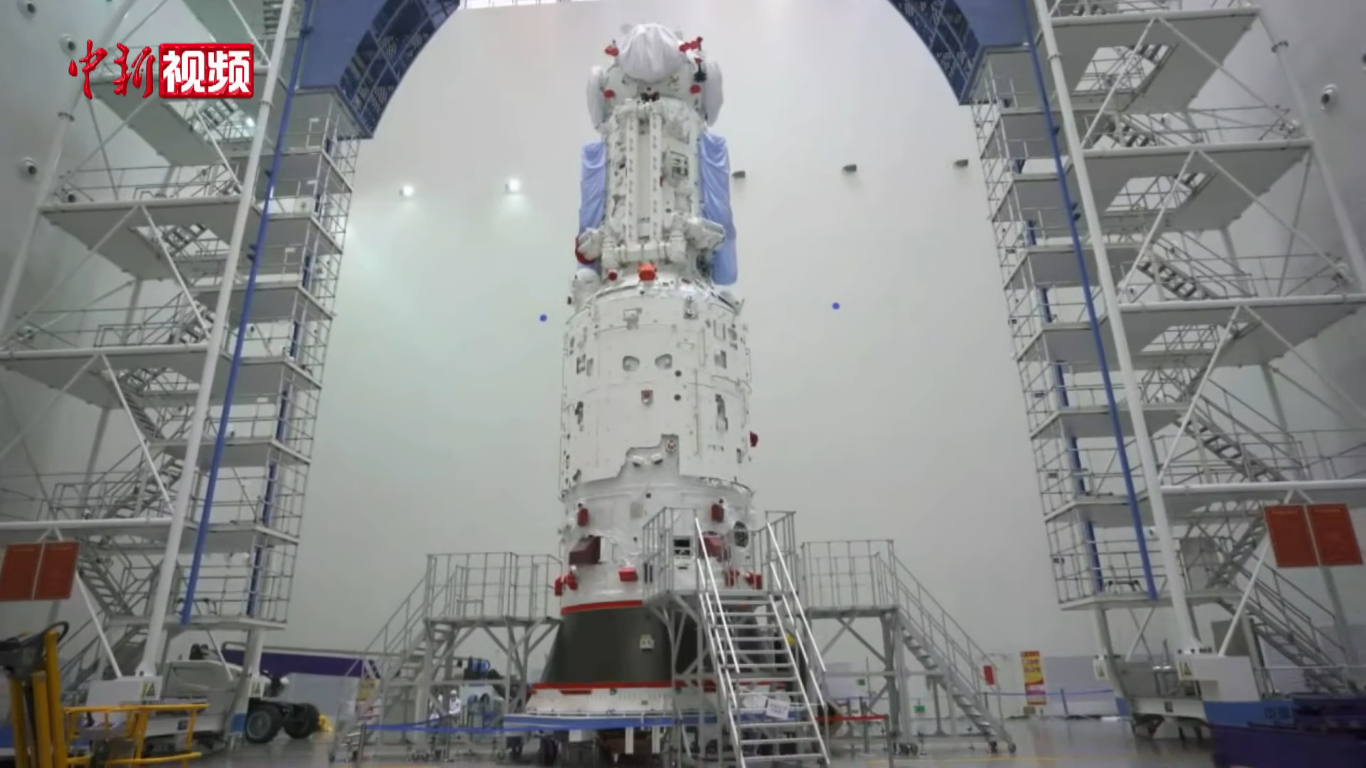
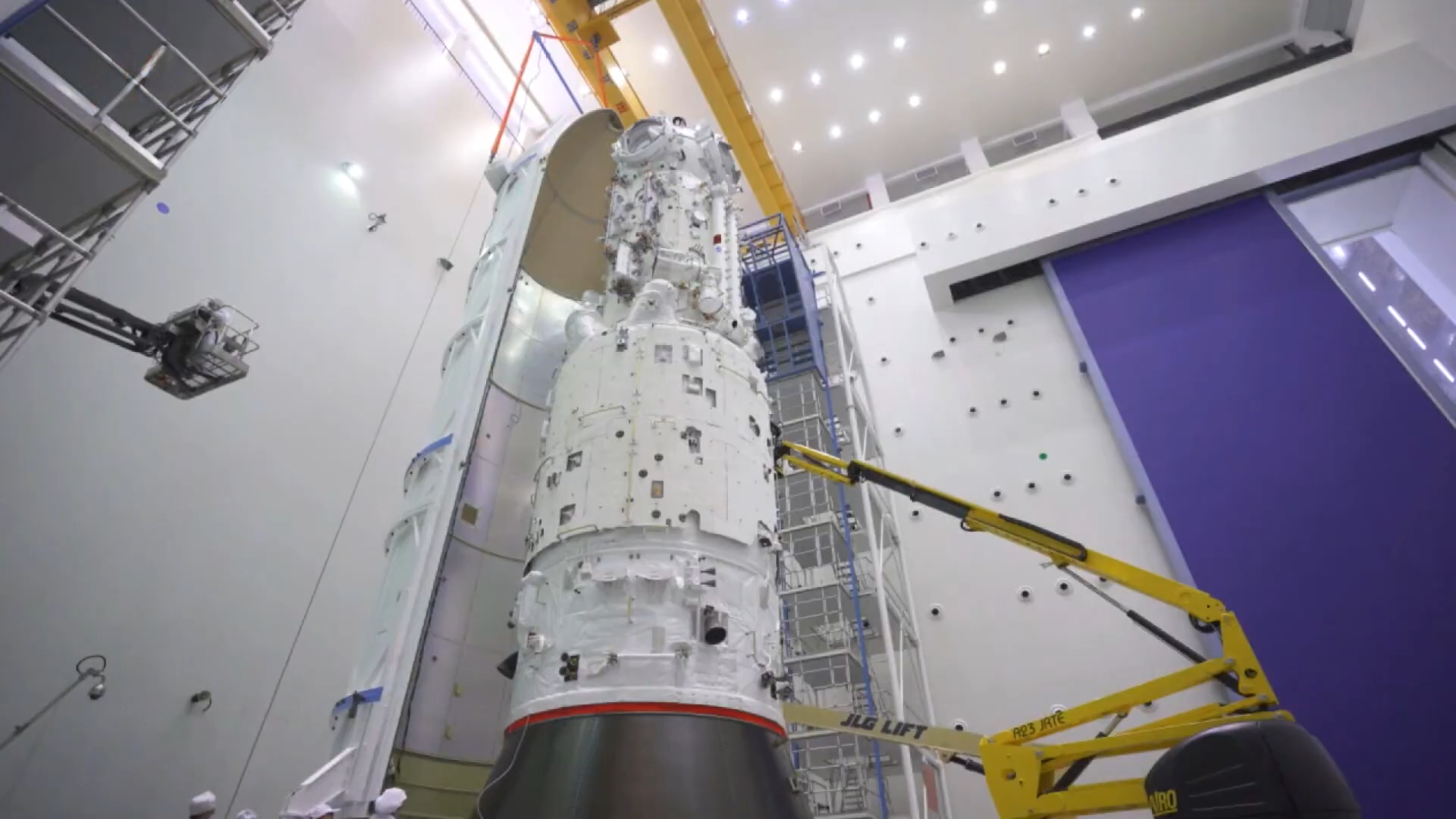
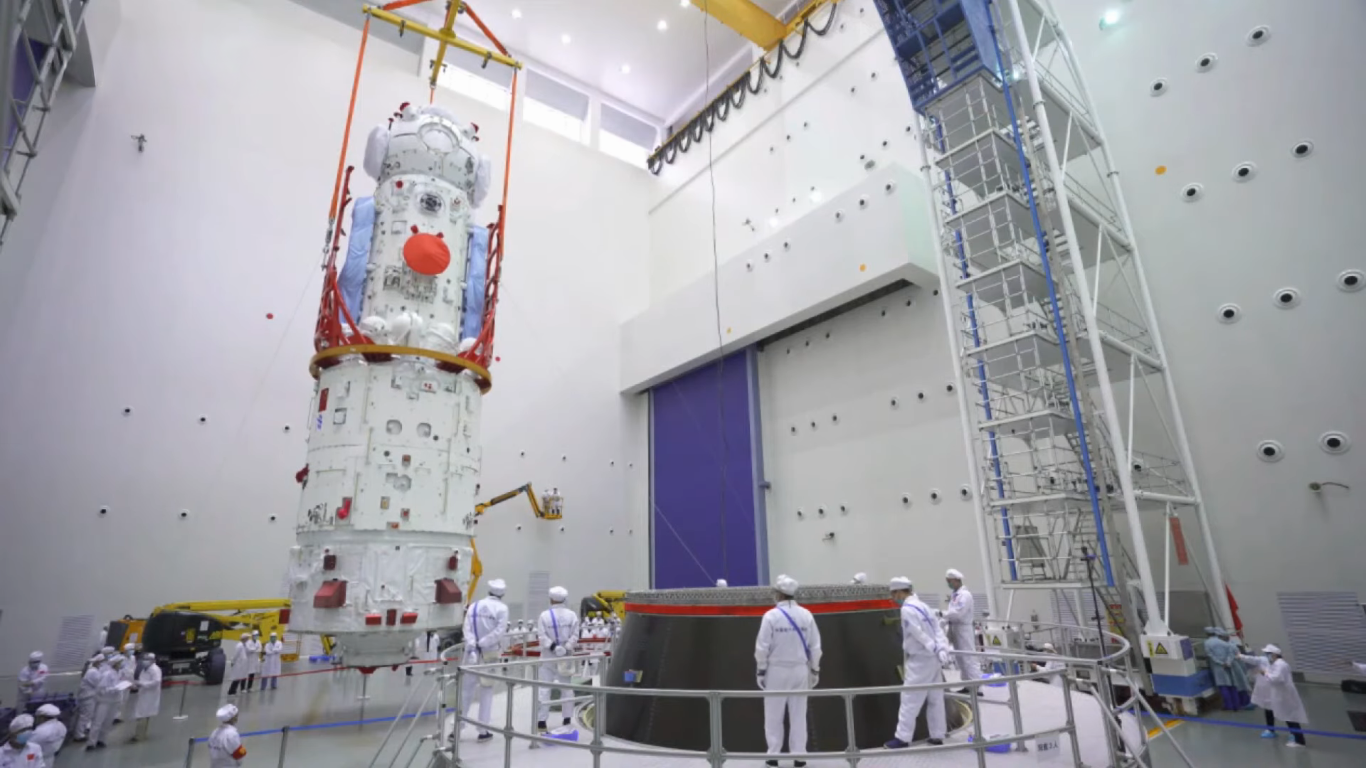
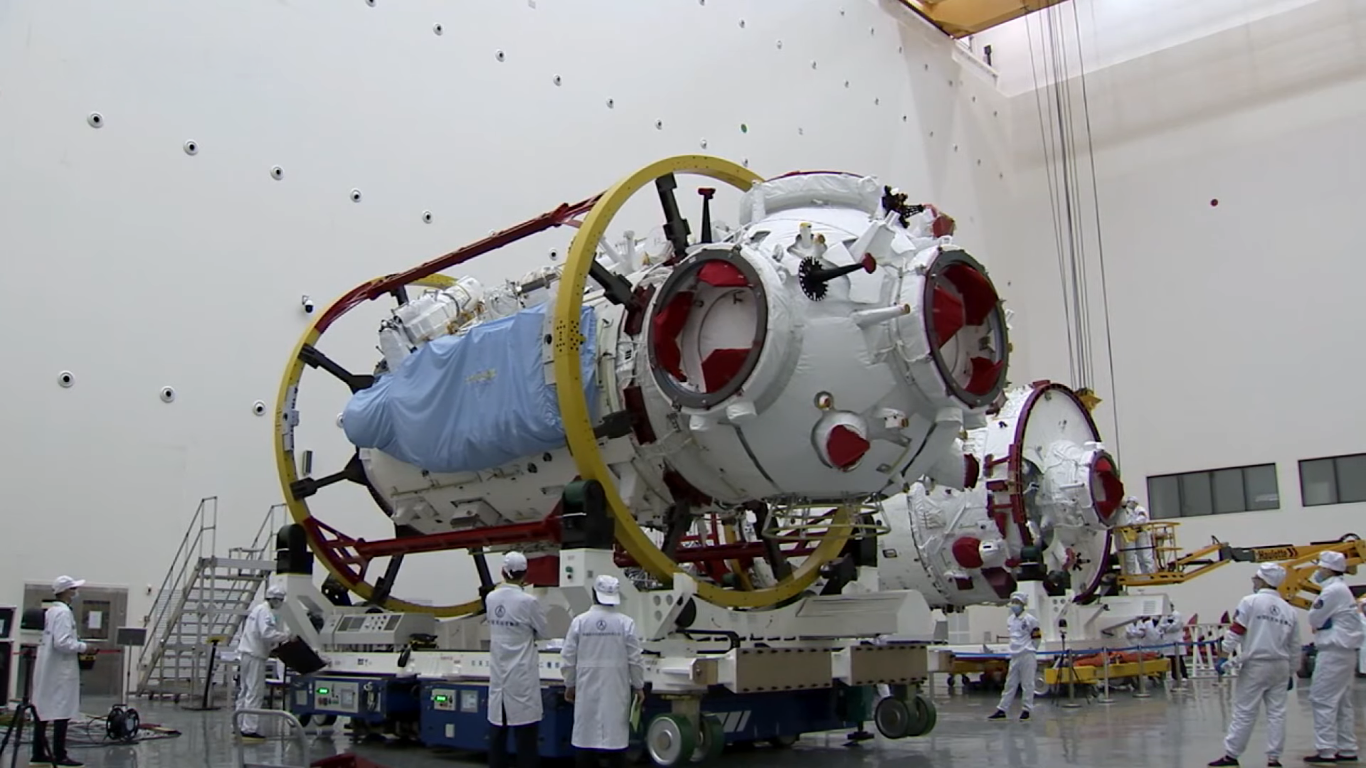
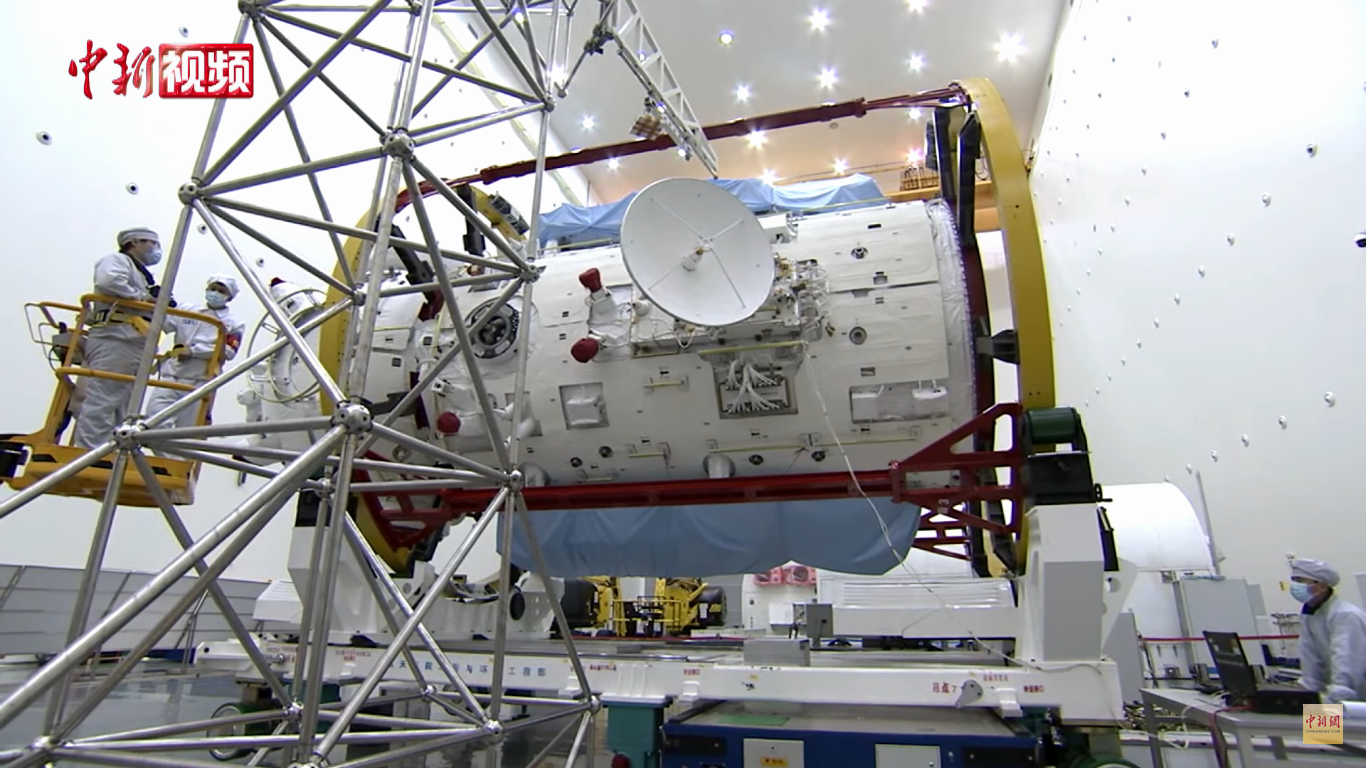
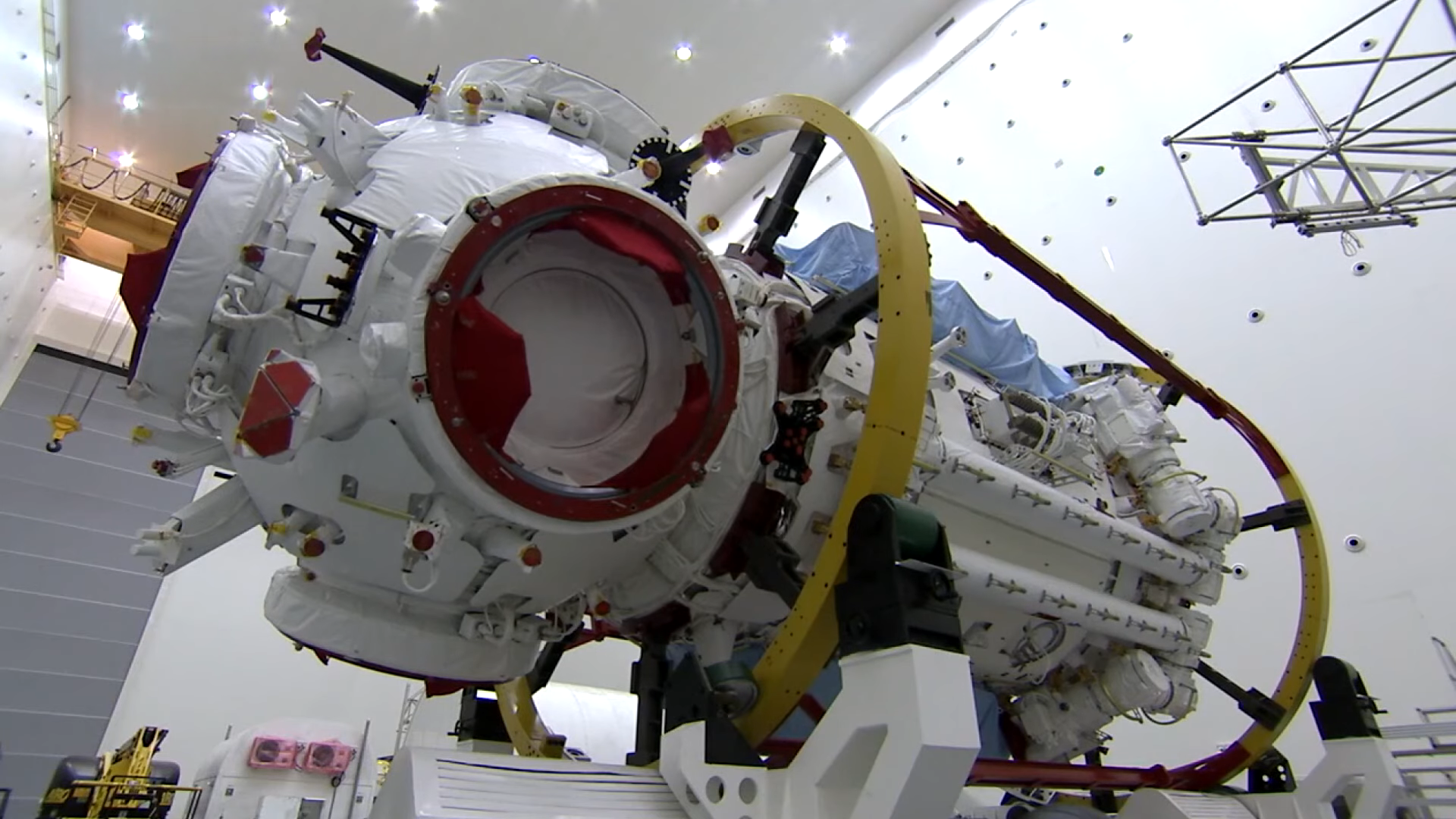
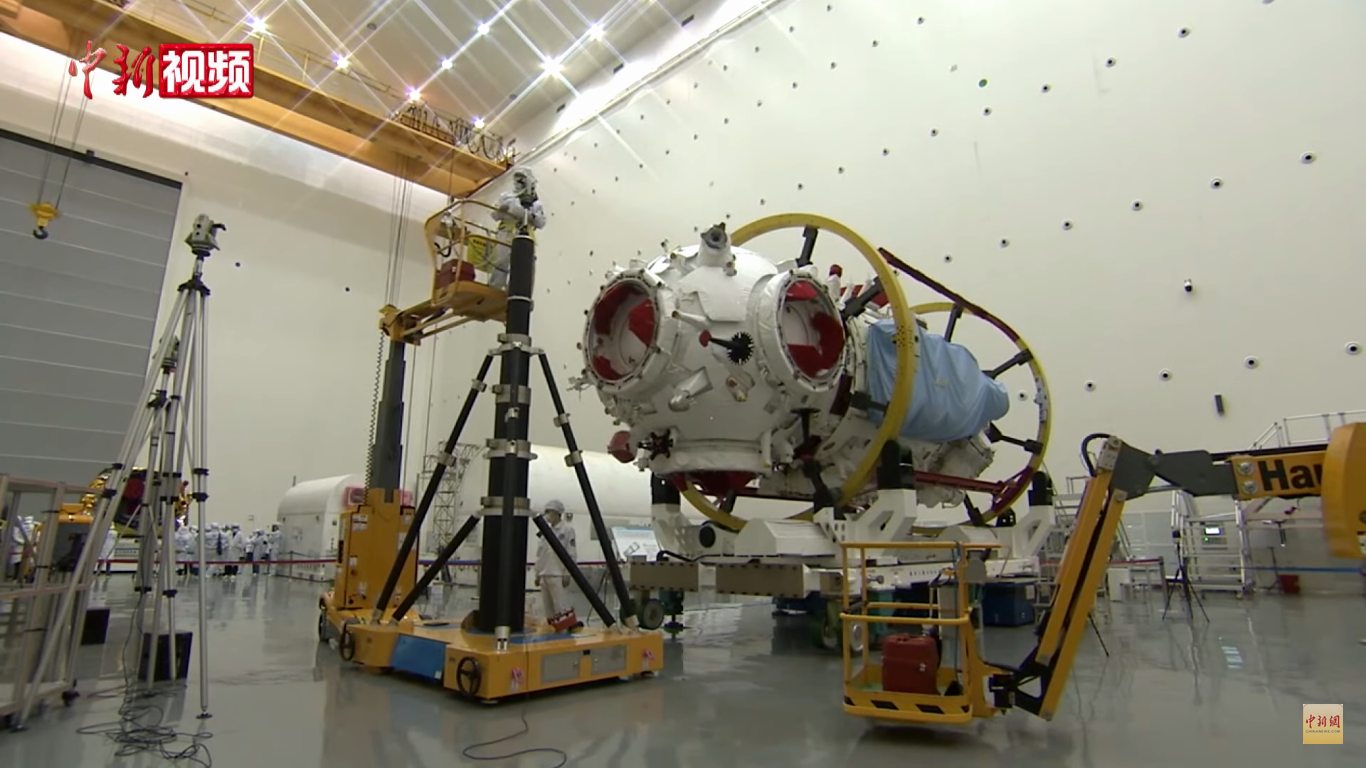
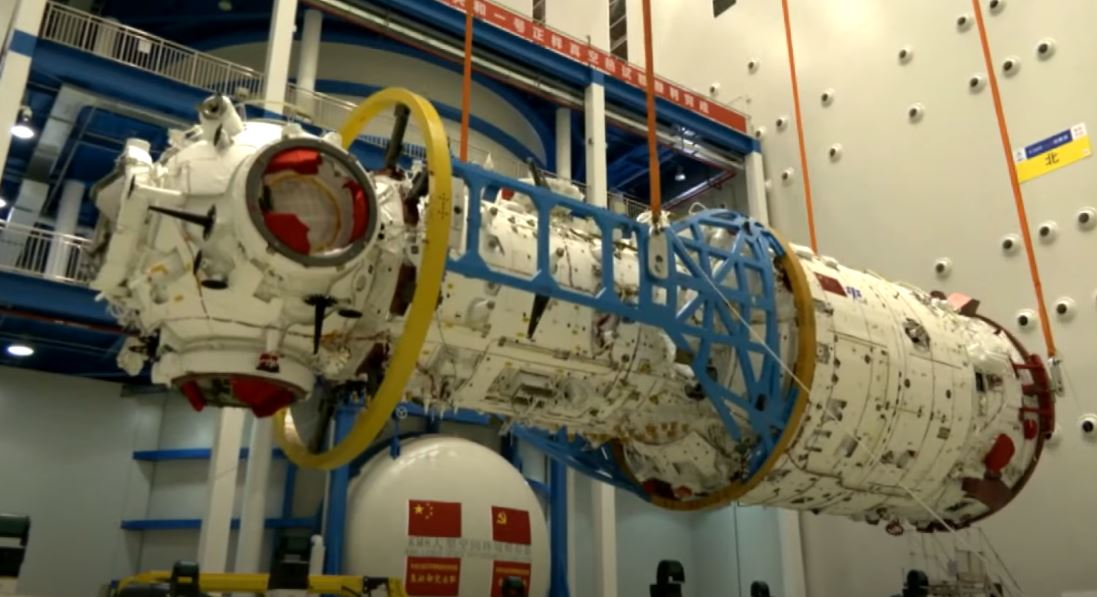

## 图集

### 结构件模型
展示于中国科学技术馆的天和核心舱等比例模型，由结构件实物改造而来。

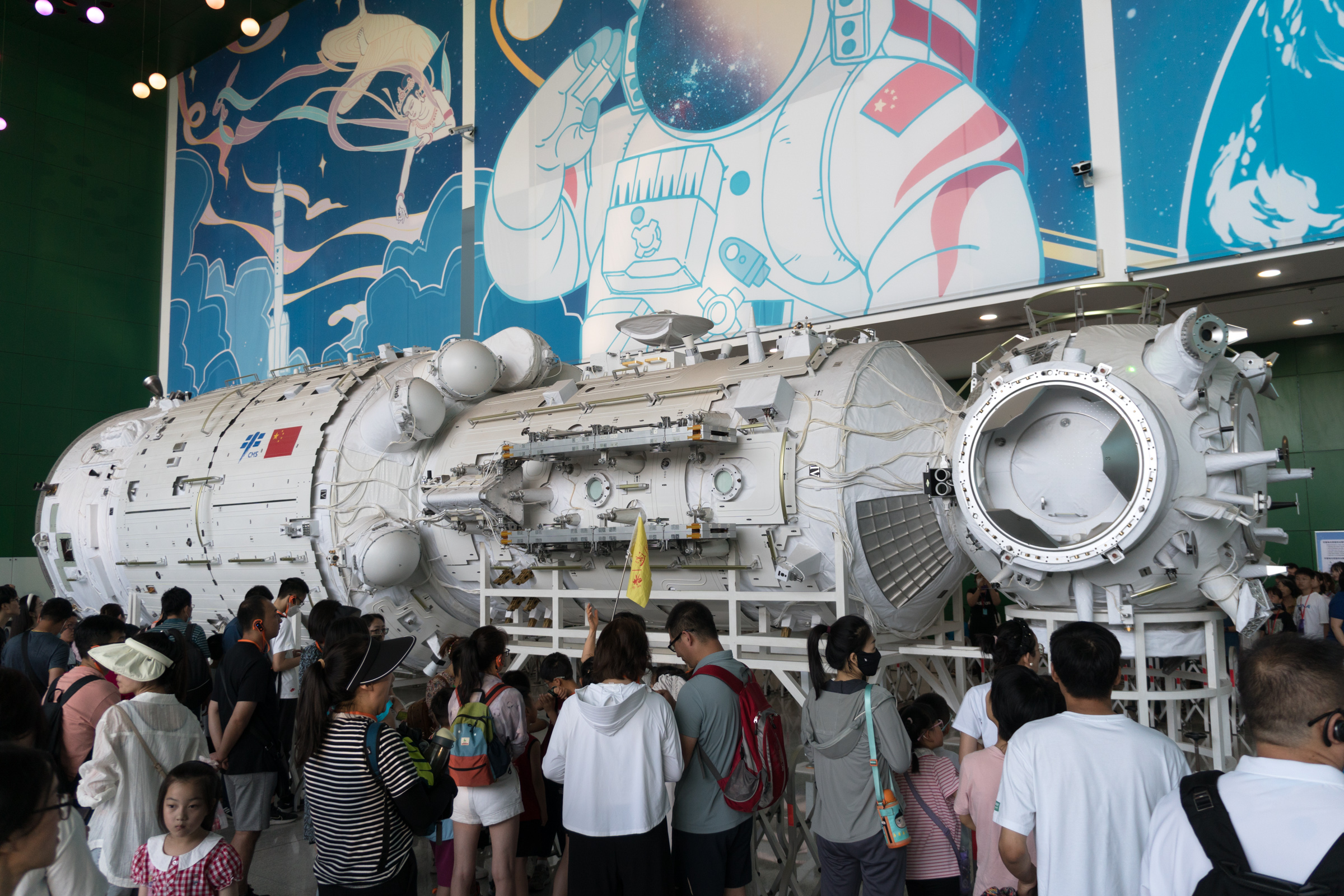
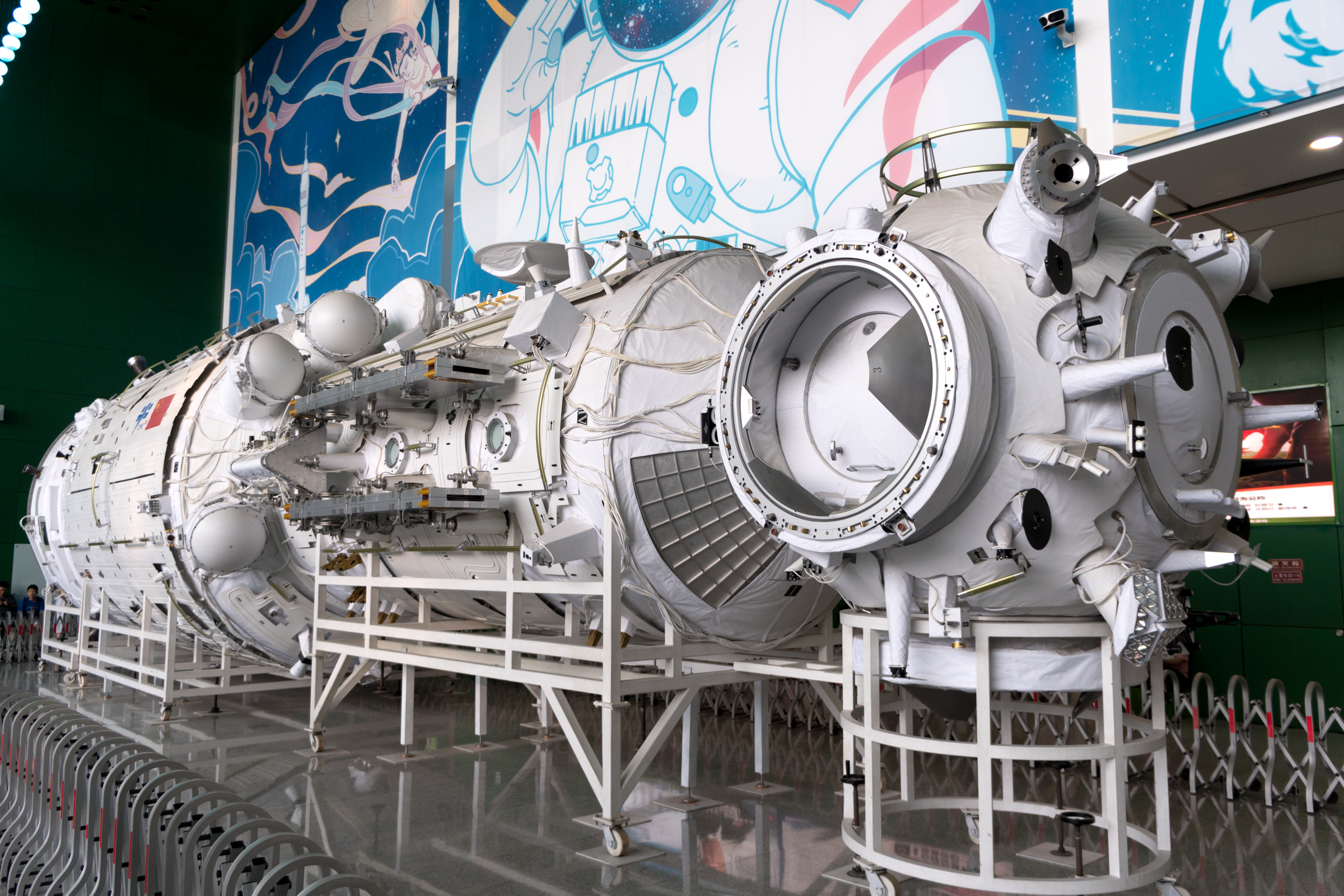
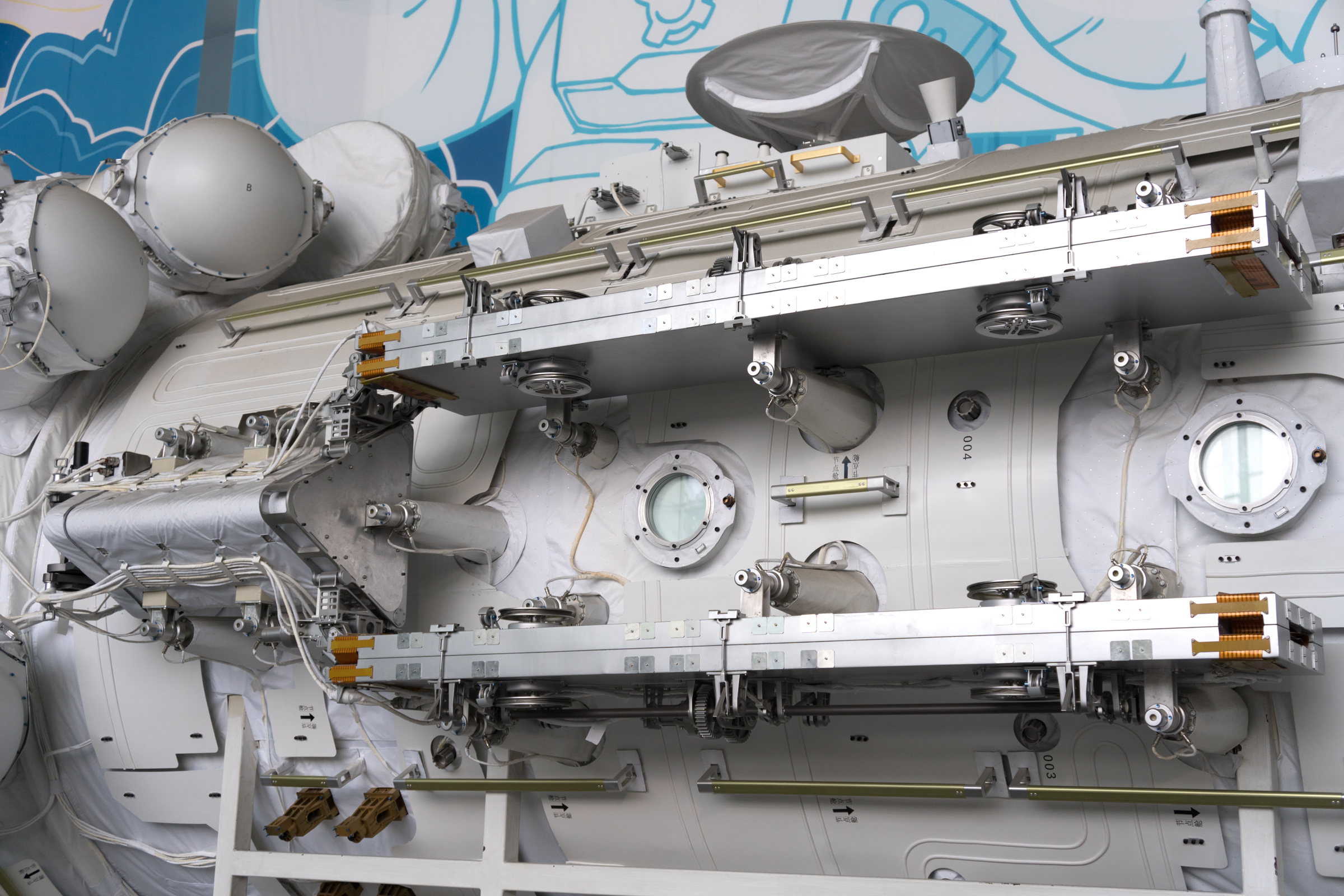
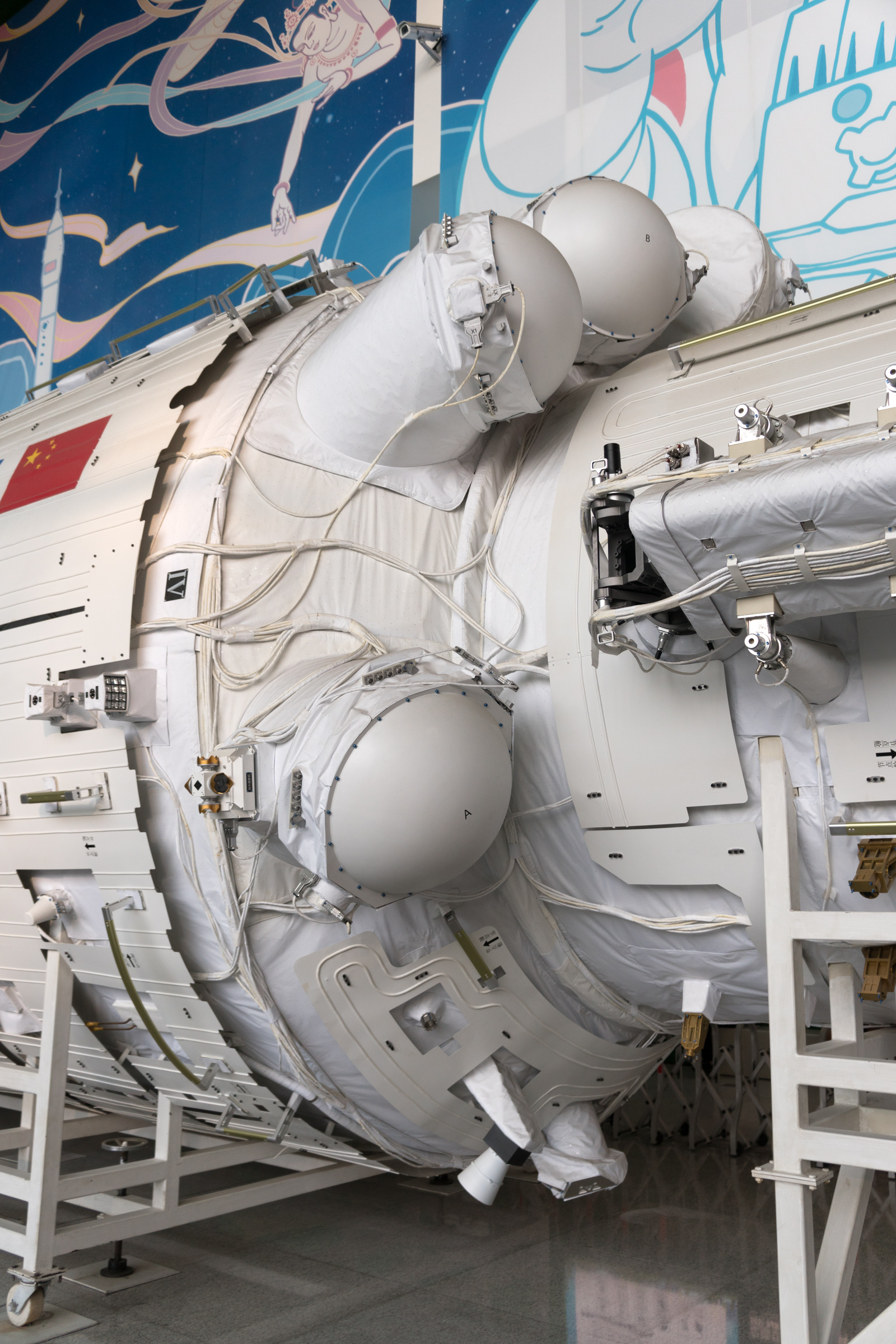
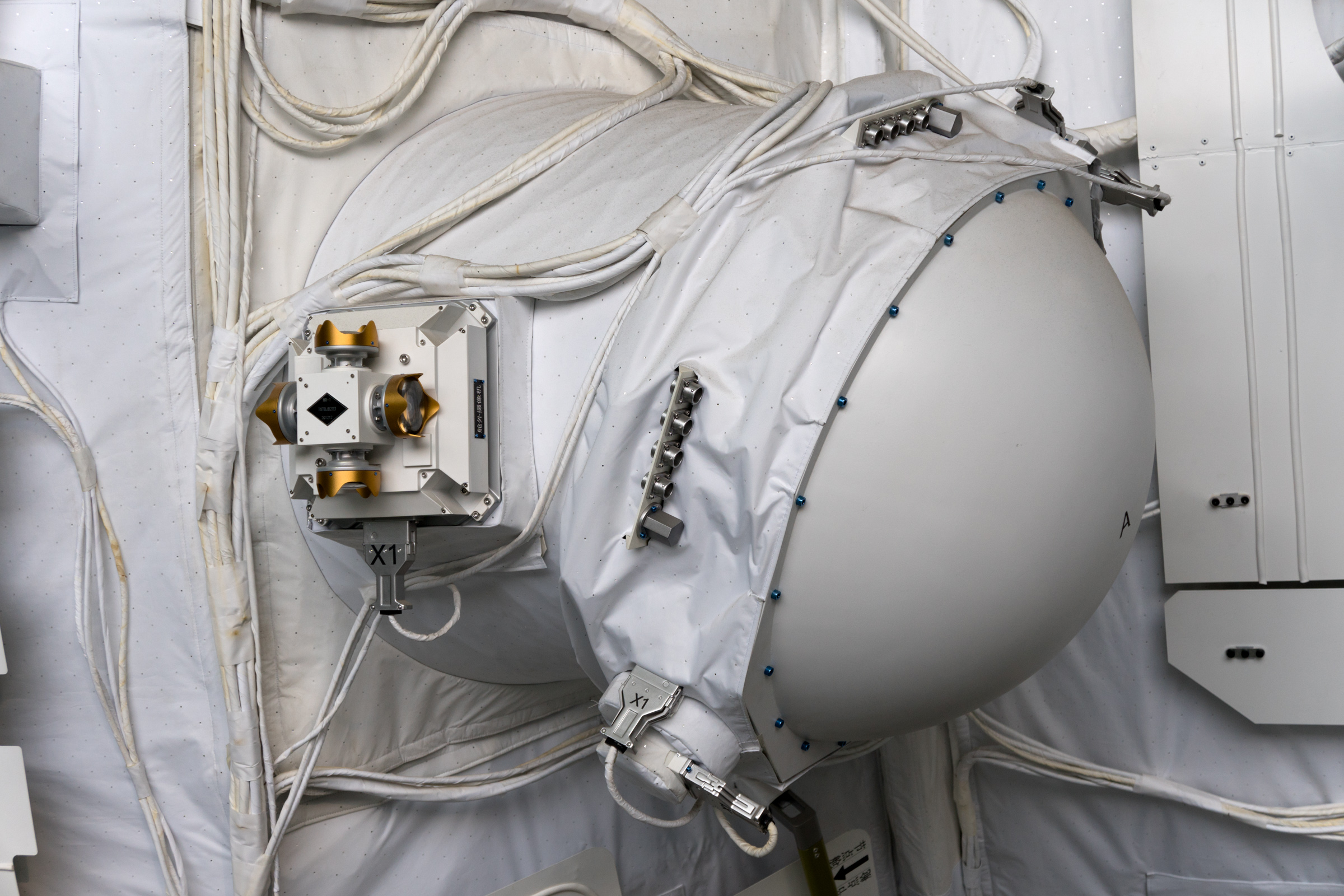
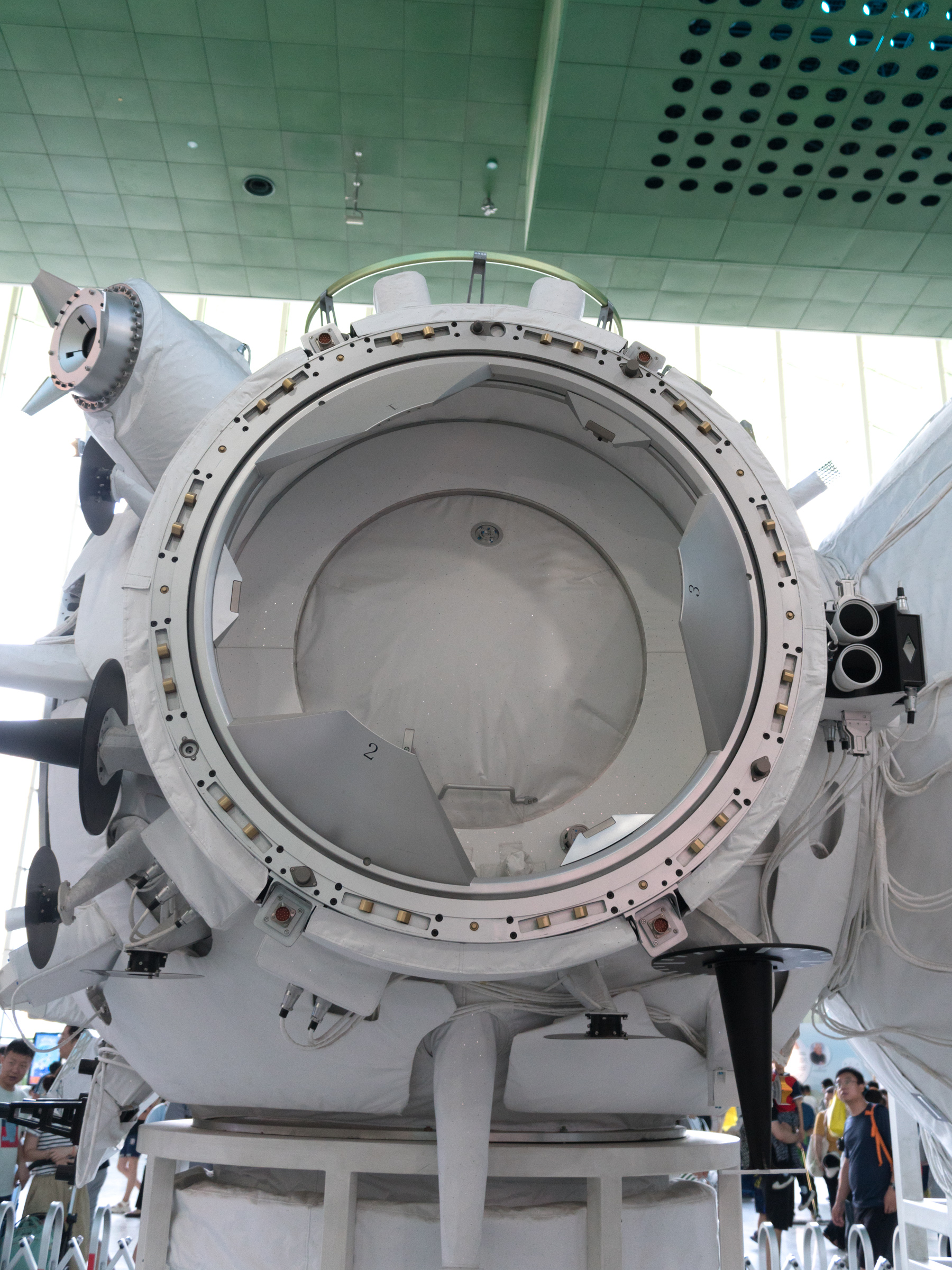
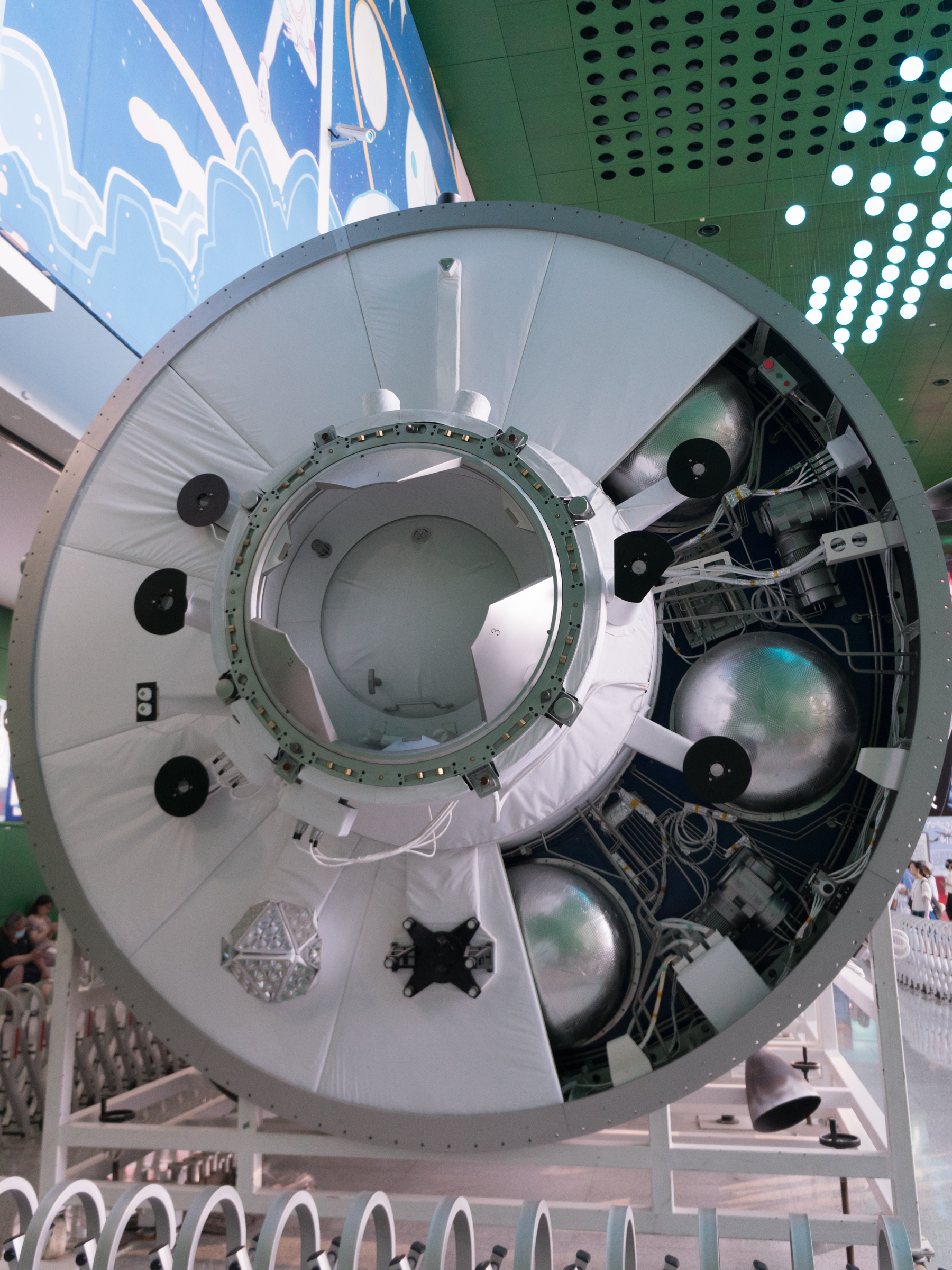